# Montlaur de Danha
Montlaur (en occità Montlaur) és un municipi francès situat al departament de l'Aude i a la regió d'Occitània.